# Bandeira de Comores
A bandeira de Comores é formada por quatro faixas horizontais, sendo de cores amarelo, branco, vermelho e azul, de cima para baixo. Ao lado há um triângulo verde, com uma lua crescente branca e quatro estrelas brancas de cinco pontas, dispostas verticalmente entre as bordas da lua. Tanto as quatro estrelas como as quatro faixas verticais representam as quatro ilhas de Comores: amarelo para Mohéli, branco para Mayotte (reclamada por Comores, e que segue pertencendo a França), vermelho para Anjouan e azul para Grande Comore. A cor verde e a lua simbolizam o Islã, que é a religião majoritária em Comores, e formavam a antiga bandeira de Comores antes de adicionar-se as quatro faixas horizontais.
As pontas das estrelas geralmente estão apontadas para cima, como no modelo de quando a bandeira foi adotada, mas, documentos legais acerca da bandeira não especificam a orientação e há uma variante em que as estrelas apontam para baixo.
Esta bandeira foi adotada oficialmente em 2001.

## Bandeiras históricas

1963 - 1976
1976 - 1978
1978 - 1992
1992 - 1996
1996 - 2001
2001 - atual